# 素数階乗素数
素数階乗素数（そすうかいじょうそすう、英: primorial prime）とは、p を素数として、p# ± 1 の形で表される素数である。ここで、p# は素数階乗（p 以下の素数の総乗）である。素数階乗素数は、n! ± 1 の形の素数である階乗素数の類似の概念である。2022年12月現在、42個が知られている。

## ユークリッド数
素数に限らず、p# + 1 の形の数をユークリッド数 (Euclid number) と呼ぶ。名の由来は、素数が無数に存在することの証明のために、ユークリッドがこの数を用いたと広く信じられていることによる。初めのいくつかのユークリッド数は、以下の通り。
3, 7, 31, 211, 2311, 30031, 510511, 9699691, 223092871, …（オンライン整数列大辞典の数列 A6862）
このうち、素数であるもののみを抜き出すと、
3, 7, 31, 211, 2311, 200560490131, …（A18239）
であり、この次の数は154桁になる。p# + 1 が素数となるような素数 p は、2024年8月現在で
2, 3, 5, 7, 11, 31, 379, 1019, 1021, 2657, 3229, 4547, 4787, 11549, 13649, 18523, 23801, 24029, 42209, 145823, 366439, 392113,4328927, 5256037 （A5234）
の24個が知られている。このうち最大のもの 5256037# + 1 は2,281,955桁の数で、2024年8月にItsuki Kadowakiにより発見された。

## クンマー数
p# − 1 の形の数は、クンマーがユークリッドの定理を証明するのに用いた、という由来があり、
第二ユークリッド数またはクンマー数(Kummer number)と呼ばれている。小さい順に以下の通りである。
1, 5, 29, 209, 2309, 30029, 510509, 9699689, 223092869, 6469693229, …（A57588）
このうち、素数であるもののみを抜き出すと、
5, 29, 2309, 30029, 304250263527209, 23768741896345550770650537601358309, …（A57705）
である。p# − 1 が素数となるような素数 p は、2017年8月現在で
3, 5, 11, 13, 41, 89, 317, 337, 991, 1873, 2053, 2377, 4093, 4297, 4583, 6569, 13033, 15877, 843301, 1098133 （A6794）
の20個が知られている。このうち最大のもの 1098133# − 1 は476,311桁の数で、2012年3月に分散コンピューティングプロジェクトの PrimeGrid により発見された。

## 素数探索
p# ± 1 の形の素数が無数にあるのかも、合成数が無数にあるのかも分かっていない。ポーヤ・ジェルジは、p# + 1 が素数になる頻度はどのくらいか、と質問した学生に、「愚者が問うことができるが、賢者が答えることができない質問はたくさんある」と答えたという。
コールドウェルとギャロットは、2002年までに、105 以下の全ての素数 p に対して p# ± 1 が素数であるかどうか検査した。ホイヤーがコールドウェルに非公式に伝えたところによると、2004年までに 42,507番目の素数 (512,903) 以下の p に対して、p# + 1 が素数であるかどうかは検査済みである。